# Падола
Падола (итал. Padola) је насеље у Италији у округу Белуно, региону Венето.
Према процени из 2011. у насељу је живело 933 становника. Насеље се налази на надморској висини од 1199 м.